# سكيب هال
سكيب هال (بالإنجليزية: Skip Hall)‏ هو موسيقي أمريكي، ولد في 27 سبتمبر 1909 في بورتسموث في الولايات المتحدة، وتوفي في 1 نوفمبر 1980 في أوتاوا في كندا.

## وصلات خارجية
- سكيب هال على موقع ميوزك برينز (الإنجليزية)
- سكيب هال على موقع ديسكوغز (الإنجليزية)